# Sparkasse Bielefeld
Die Sparkasse Bielefeld ist eine öffentlich-rechtliche Sparkasse in Bielefeld. Trägerin der Sparkasse ist die kreisfreie Stadt Bielefeld. Ihr Geschäftsgebiet umfasst das Gebiet der Stadt Bielefeld sowie der angrenzenden Kreise.

## Organisation
Als Anstalt des öffentlichen Rechts unterliegt die Sparkasse Bielefeld dem Sparkassengesetz des Landes Nordrhein-Westfalen. Die zuständige Aufsichtsbehörde ist die Bundesanstalt für Finanzdienstleistungsaufsicht in Bonn. Die Sparkasse ist Mitglied im Sparkassenverband Westfalen-Lippe und über diesen dem Deutschen Sparkassen- und Giroverband angeschlossen. Die Organe der Sparkasse sind der Vorstand, der Verwaltungsrat und der Risikoausschuss.

## Geschäftszahlen
Die Sparkasse Bielefeld wies im Geschäftsjahr 2023 eine Bilanzsumme von 7,523 Mrd. Euro aus und verfügte über Kundeneinlagen von 5,557 Mrd. Euro. Gemäß der Sparkassenrangliste 2023 liegt sie nach Bilanzsumme auf Rang 46. Sie unterhält 45 Filialen/Selbstbedienungsstandorte und beschäftigt 980 Mitarbeiter.

## Geschichte

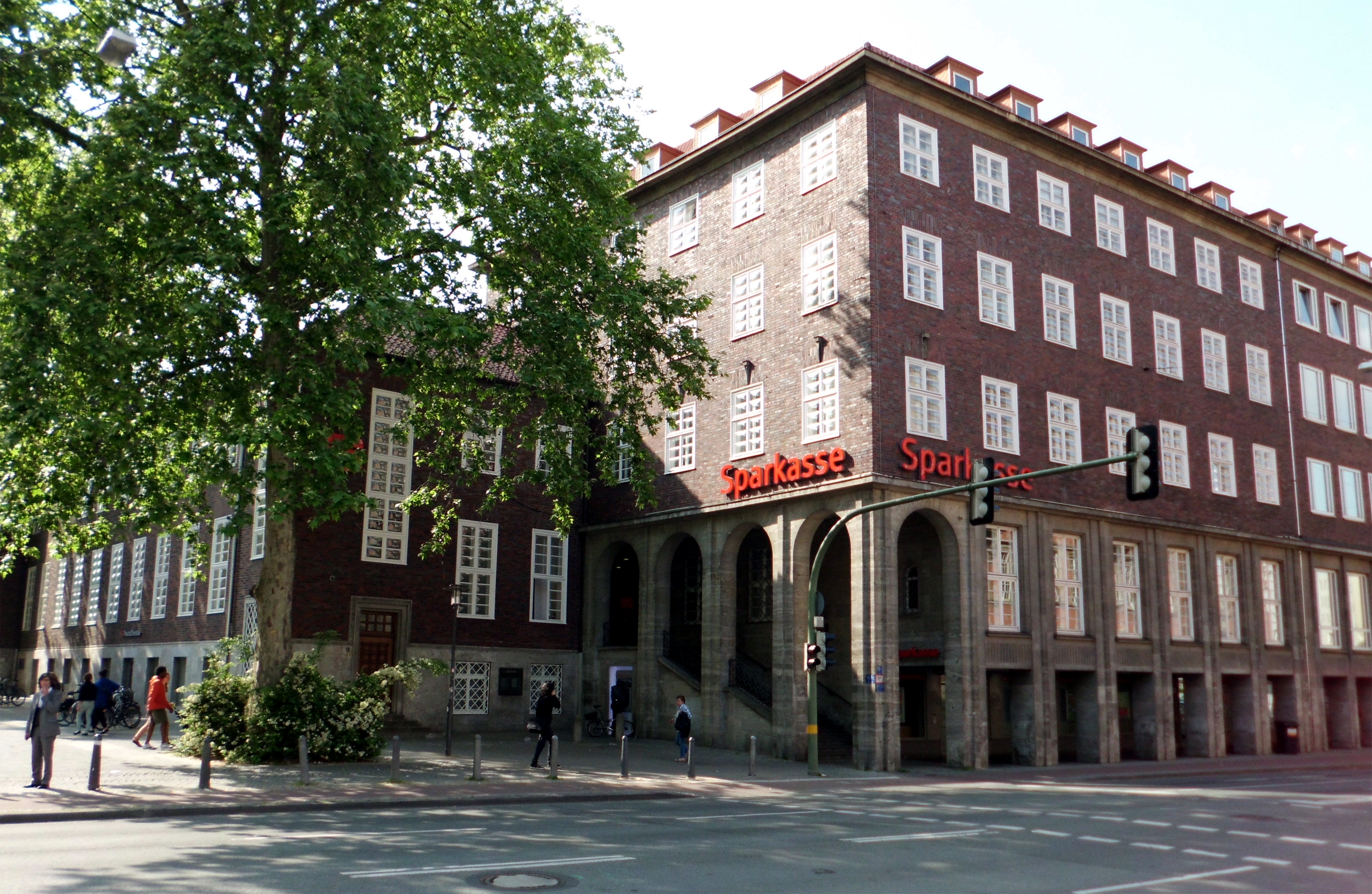
Ehemaliges Hauptgebäude aus den 20er Jahren Ecke Stresemann- und Herforder Straße

Die 1825 gegründete Stadt-Sparkasse, erste Vorgängerin der heutigen Sparkasse Bielefeld, ist die älteste Sparkasse Westfalens. 1847 gründete sich die für den Kreis Bielefeld zuständige Kreis-Sparkasse. 1903 wurde in Brackwede die jüngste der Vorgängersparkassen ins Leben gerufen. In den 1920er Jahren entstand ein bemerkenswerter, heute als Denkmal eingestufter Neubau an der Herforder Straße.
Das Bielefeld-Gesetz, das zu einer kommunalen Neugliederung des Stadtgebiets führte, resultierte am 1. Januar 1974 in einem Zusammenschluss der Stadt-Sparkasse Bielefeld, der Kreis-Sparkasse Bielefeld und der Städtischen Sparkasse Brackwede zur heutigen Sparkasse Bielefeld. Diese eröffnete im Jahre 1977 ihre heutige Zentrale an der Schweriner Straße.